# Włodzimierz Czacki
Wlodzimierz Czacki (Lutsk, entonces Polonia hoy día Ucrania, 16 de abril de 1834-Roma, 8 de marzo de 1888) fue un cardenal polaco del siglo XIX familiar del cardenal Adam Stefan Sapieha.

## Biografía
Ejerció sus funciones en la curia romana, sobre todo en la Congregación extraordinaria de asuntos eclesiásticos. Fue elegido arzobispo titular Salamina y fue nuncio apostólico en Francia entre 1879 y 1882.
El papa León XIII lo nombró cardenal durante el consistorio del 25 de diciembre de 1882 y es autor de varios artículos y poemarios.

## Obra
- Polsce i Państwie Kościelnym (1860)
- Les catholiques et l'Église de Pologne (1863)
- Rome et la Pologne (1864)
- Kościół i postępowość (1868),